# Jorge Cano
 Jorge Cano  nació el 7 de enero de 1994 en Palma de Mallorca. Es un jugador español de fútbol que actualmente juega en el Honka Espoo de la Ykkönen, Segunda división de Finlandia. Su demarcación habitual es la de defensa central

## Clubes
| Club             | País      | Temporadas |
| ---------------- | --------- | ---------- |
| CD Llosetense    | España    | 2013-2015  |
| RCD Mallorca B   | España    | 2015-2016  |
| Cultural Leonesa | España    | 2016-2017  |
| FC Honka         | Finlandia | 2017-act.  |

- Datos: Q27786357